# Walther Sommerlath
Carl August Walther Sommerlath (22 tháng 01 năm 1901 - ngày 21 tháng 10 năm 1990) là một doanh nhân người Đức và là cha của Silvia, Vương hậu Thụy Điển. Ông là chủ tịch của công ty con sản xuất thép các bộ phận phụ kiện Uddeholm Thụy Điển tại Brasil, sau chiến tranh thế giới II.

## Cuộc sống ban đầu
Ông sinh ra và lớn lên ở Heidelberg, Đại công quốc Baden, Đế chế Đức (nay là Baden-Württemberg, Đức). Cha ông là Louis Carl Moritz Sommerlath (1860-1930), ra tại Chicago, Illinois ở Hoa Kỳ, xuất thân từ cấp tư sản Đức, và vợ của ông là Erna Sophie Christine Waldau (1864-1944). trong giữa những năm 1920, Walther Sommerlath chuyển đến São Paulo, Brasil, nơi ông làm việc cho công ty thép acus Boulerus Roechling do Brasil, một công ty con thuộc tập đoàn thép Roechling Đức.

## Hôn nhân và con cái
Ngày 10 tháng 12 năm 1925, ông kết hôn với Alice Brazil Soares de Toledo (1906-1997), tại Santa Cecilia, São Paulo. Cô là con gái của Arthur Floriano de Toledo với vợ ông là Elisa de Novaes Soares. Họ có bốn người con:
- Ralf Sommerlath (sinh 1929)
- Walther Ludwig Sommerlath (sinh 1934)
- Hans Jörg Sommerlath (1941-2006)
- Silvia Sommerlath (sinh ngày 23 tháng 12 năm 1943), kết hôn vào năm 1976 với Carl XVI Gustaf của Thụy Điển.

## Cuộc sống tại Đức
Năm 1938, Walther Sommerlath rời Brasil và trở lại Heidelberg, Đức. Năm 1939, ông chuyển đến Berlin. Từ năm 1939 đến năm 1943, Năm 1938, ông điều hành công ty ở Berlin bị Đức Quốc xã tịch thu từ các chủ sở hữu của người Do Thái. Công ty sản xuất vũ khí được sử dụng trong chiến tranh. Trong năm 1943, nhà máy của Sommerlath đã bị phá hủy bởi bom Đồng minh. Cuối năm đó, gia đình Sommerlath trở lại Heidelberg.
Sau chiến tranh, trong năm 1947, gia đình Sommerlath trở về Brasil, nơi Walther Sommerlath làm việc với cương vị là chủ tịch của một công ty con sản xuất thép Uddrholm của Thụy Điển tại Brazil. Gia đình cuối cùng di chuyển trở lại Heidelberg vào năm 1957. Walter Sommerlath chết tại Heidelberg vào năm 1990.